# Дорожный участок Аксункар
Дорожный участок Аксункар (каз. Ақсұңқар жол учаскесі) — населённый пункт в Кербулакском районе Жетысуской области Казахстана. Входит в состав Кызылжарского сельского округа. Код КАТО — 194653200.

## Население
В 1999 году население населённого пункта составляло 14 человек (6 мужчин и 8 женщин). По данным переписи 2009 года, в населённом пункте проживало 48 человек (23 мужчины и 25 женщин).